# Daniel Kucera
Daniel William Kucera OSB (ur. 7 maja 1923 w Chicago, Illinois, zm. 30 maja 2017 w Dubuque) – amerykański duchowny katolicki, benedyktyn, arcybiskup metropolita Dubuque w latach 1983-1995.

## Życiorys
Przyszedł na świat w rodzinie pochodzenia czechosłowackiego. Na chrzcie otrzymał imię William. Daniel to imię przybrane po wstąpieniu do zgromadzenia benedyktynów. Jego dwóch braci również wybrało życie zakonne. 26 maja 1949 otrzymał święcenia kapłańskie w opactwie św. Prokopiusza w Illinois. W roku 1954 uzyskał doktorat na Katolickim Uniwersytecie Ameryki. W latach 1964–1971 był przełożonym swego macierzystego opactwa.
6 czerwca 1977 papież Paweł VI mianował go biskupem pomocniczym diecezji Joliet ze stolicą tytularną Natchesium. Sakry udzielił mu ówczesny zwierzchnik diecezji bp Romeo Roy Blanchette. Od 5 marca 1980 pełnił funkcję ordynariusza Saliny w Kansas. Zapisał się w historii diecezji przeniesieniem kurii diecezjalnej do nowego, większego budynku.
20 grudnia 1983 papież Jan Paweł II powierzył mu urząd arcybiskupa metropolity Dubuque w Iowa. Ingres odbył się 23 lutego 1984 roku. Jedną z pierwszych jego decyzji była sprzedaż okazałej rezydencji biskupiej i przenosiny do skromniejszego budynku. Zreorganizował też pracę administracji dzieląc archidiecezję na trzy regiony. W roku 1986 świętowano 150-lecie archidiecezji pod przewodnictwem pronuncjusza Pio Laghiego. Abp Kucera podjął też kontrowersyjną decyzję o renowacji archikatedry św. Rafała. Na emeryturę przeszedł 16 października 1995. Początkowo mieszkał w Kolorado, ale powrócił do Dubuque w roku 2007. Z powodu zaawansowanego wieku ostatnie lata spędził w domu opieki Stonehill Care Centre.